# Pausini Stadi Tour 2016
Pausini Stadi Tour 2016 ó Simili Tour, es la octava gira mundial de la cantante italiana Laura Pausini, para promover su nuevo disco llamado Similares, el cual fue lanzado en noviembre de 2015. La gira comenzó con un concierto en el Velódromo de Imola el 25 de mayo de 2016 como la fecha cero sirviendo de Ensayo General. El premier oficial de la gira fue en el Estadio San Siro el 4 de junio de 2016. Este concierto junto con el concierto del 5 de junio de 2016, también en el Estadio de San Siro, fueron grabados como PAUSINI STADI y llevados a la televisión mediante el canal de TV italiano RAI1.

## Evento especial con seguidores
El 6 de junio de 2015 fue celebrado el "Simili day" (una experiencia interactiva) en tres ciudades italianas: Milán (Piazza Beccaria), Roma (Piazza della Repubblica) y Bari (Piazza Mercantile). Sirviendo como un anticipo de la celebración del nuevo álbum y de los nuevos mega-conciertos en las ciudades de los que estos habían sido programados.

## Pausini Stadi Tour 2016
- 25 de mayo de 2016, Imola (Italia), Autodromo Enzo e Dino Ferrari (Fecha Cero)[7]
- 4 de junio de 2016, Milán (Italia), Estadio San Siro[8][1][9]
- 5 de junio de 2016, Milán (Italia), Estadio San Siro[8][1][9]
- 11 de junio de 2016, Roma (Italia), Estadio Olímpico de Roma[1][9]
- 18 de junio de 2016, Bari (Italia), Arena della Vittoria[1][9]

## Simili Tour
- 26 de julio de 2016, Brampton (Canadá), Powerade Centre[10]
- 28 de julio de 2016, Nueva York (Estados Unidos), Barclays Center[10]
- 30 de julio 2016, Miami (Estados Unidos), Waterfront Theatre at American Airlines Arena[10]
- 5 de agosto 2016, Los Ángeles (Estados Unidos), Microsoft Theater[10]
- 10 de agosto 2016, Monterrey (México), Arena Monterrey[10]
- 12 de agosto 2016, Ciudad de México (México), Auditorio Nacional[10]
- 14 de agosto 2016, Guadalajara (México), Auditorio Telmex[10]
- 16 de agosto 2016, Querétaro (México), Auditorio Josefa Ortiz de Domínguez[10]
- 18 de agosto 2016, Puebla (México), Auditorio Metropolitano[10]
- 20 de agosto 2016, San José (Costa Rica), Estadio Nacional[10]
- 23 de agosto 2016, Panamá (Panamá), Centro de Convenciones Amador[10]
- 28 de agosto 2016, Quito (Ecuador), Coliseo General Rumiñahui[10]
- 31 de agosto 2016, Lima (Perú), Explanada Sur al Monumental[10]
- 2 de septiembre 2016, Santiago (Chile), Movistar Arena[10]
- 3 de septiembre 2016, Buenos Aires (Argentina), Estadio GEBA.[10]
- 7 de septiembre 2016, Luque (Paraguay), Centro de Convenciones de la Conmebol[10]
- 9 de septiembre 2016, Punta del Este (Uruguay), Conrad Resort & Casino[10]
- 11 de septiembre 2016, São Paulo (Brasil), Citibank Hall[10]
- 12 de septiembre 2016, São Paulo (Brasil), Citibank Hall[10]
- 14 de septiembre 2016, Río de Janeiro (Brasil), Metropolitan[10]
- 17 de septiembre 2016, San Juan (Puerto Rico), Coliseo de Puerto Rico José Miguel Agrelot[10]
- 15 de octubre 2016, Londres (Inglaterra), Eventim Apollo[2]
- 16 de octubre 2016, Bruselas (Bélgica), Forest National[2]
- 18 de octubre 2016, Stuttgart (Alemania), Porsche-Arena[2]
- 20 de octubre 2016, Zúrich (Suiza), Hallenstadion[2]
- 21 de octubre 2016, Ginebra (Suiza), Arena Genf[2]
- 23 de octubre 2016, Essen (Alemania), Grugahalle[2]
- 25 de octubre 2016, Múnich (Alemania), Olympiahalle[2]

## Lista de canciones
| Italia |
| --- |
| 1. Simili 2. Resta in ascolto 3. Innamorata 4. Medley Carta: Non ho mai smesso / Il nostro amore quotidiano / Se non te 5. Medley Pop: Nella porta accanto / Bellissimo così / Ascolta il tuo cuore 6. Invece no 7. Medley Inevitabile: La geografia del mio cammino / Chiedilo al cielo / Una storia che vale 8. Sono solo nuvole 9. Come se non fosse stato mai amore 10. Medley altalena tagliato (Acustico): It's not goodbye / 200 note / Seamisai 11. Primavera in anticipo 12. Ho creduto a me 13. Medley Daniel: Il tuo nome in maiuscolo / Nel modo più sincero che c'è / Casomai / Un fatto ovvio / Colpevole / La prospettiva di me / Un'emergenza d'amore 14. Medley Paola: Celeste / È a lei che devo l'amore 15. Medley Benvenuto: Con la musica alla radio / Benvenuto / Io Canto / Per la musica 16. Vivimi 17. E ritorno da te 18. Tra te e il mare 19. Medley Amore: Incancellabile / Le cose che vivi / Il mondo che vorrei / Strani amori / La solitudine 20. Medley Dance: Limpido / Surrender / Io c'ero (bis) 21. Lato destro del cuore |

| América |
| --- |
| 1. Similares 2. Enamorada 3. Amores extraños 4. Volveré junto a ti 5. Medley Acústico: Solo nubes / En ausencia de ti-It's not goodbye / 200 notas / Cuando se ama-Sei que me amavas 6. Medley Bienvenido: Con la musica alla radio / Bienvenido / Io canto / Es la música 7. Medley Paola: Celeste / A ella le debo mi amor 8. Entre tú y mil mares 9. Medley Amor: Quiero decirte que te amo / Inolvidable / Las cosas que vives / Nuestro amor de cada día / Sino a ti 10. En la puerta de al lado 11. En cambio no 12. Medley Pop: Primavera Anticipada / Gente / Emergencia de amor 13. Medley Latino: Regresaré (con calma se verá) / Y mi banda toca el rock / Se fue 14. Víveme 15. He creído en mí 16. Medley Rock: Dispárame dispara / Pregúntale al cielo / Escucha atento 17. Cómo si no nos hubiéramos amado 18. La soledad 19. Medley Dance: Limpio / Surrender / Yo estuve (+ amor x favor) 20. Lado derecho del corazón |

| Brasil |
| --- |
| 1. Simili 2. Innamorata 3. Strani amori 4. E ritorno da te 5. Medley Acustico: Sono solo nuvole / It's not goodbye / 200 note / Seamisai-Sei que me amavas 6. Medley Benvenuto: Con la musica alla radio / Benvenuto / Io canto / Per la musica 7. Medley Paola: Celeste / È a lei che devo l'amore 8. Tra te e il mare 9. Medley Amore: Non ho mai smessoo / Incancellabile / Le cose che vivi / Il nostro amore quotidiano / Se non te 10. Medley Pop 1: Nella porta accanto / Bellissimo così / Ascolta il tuo cuore 11. Invece no 12. Medley Pop 2: Primavera in anticipo / Gente / Emergenza d'amore 13. Medley Latino: Regresaré (con calma se verá) / Y mi banda toca el rock / Se fue 14. Vivimi 15. Ho creduto a me 16. Medley Rock: Spaccacuore / Chiedilo al cielo / Resta in ascolto 17. Come se non fosse stato mai amore 18. La solitudine 19. Medley Dance: Limpido / Surrender / Io c'ero (+ amore x favore) 20. Lato destro del cuore |

| Europa |
| --- |
| 1. Simili 2. Resta in ascolto 3. Innamorata 4. Medley Inevitabile: La geografia del mio cammino / Chiedilo al cielo / Una storia che vale 5. Medley Paola: Celeste / È a lei che devo l'amore 6. Tra te e il mare 7. Medley Acustico: Sono solo nuvole / It's not goodbye / 200 note / Seamisai-Sei que me amavas 8. Medley Benvenuto: Con la musica alla radio / Benvenuto / Io canto / Per la musica 9. E ritorno da te 10. Medley Pop 1: En la puerta de al lado / Bellissimo così / Ascolta il tuo cuore 11. Invece no 12. Medley Pop 2: Primavera in anticipo / Gente / Emergenza d'amore 13. Medley Latino: Regresaré (con calma se verá) / Y mi banda toca el rock / Se fue 14. Vivimi 15. Ho creduto a me 16. Medley Amore: Non ho mai smesso / Incancellabile / Le cose che vivi / Strani amori 17. Come se non fosse stato mai amore 18. La solitudine 19. Medley Dance: Limpido / Surrender / Io c'ero (+ amore x favore) 20. Lato destro del cuore |

## Cancelaciones
- 25 de agosto de 2016, Medellín (Colombia), Plaza de Toros La Macarena[10]
- 26 de agosto de 2016, Bogotá (Colombia), Gran Carpa Américas de Corferias[10]
- 7 de octubre de 2016, Madrid (España), Barclaycard Center[2]
- 8 de octubre de 2016, Barcelona (España), Palau Sant Jordi[2]
- 10 de octubre de 2016, Marsella (Francia), Le Dôme de Marsella[2]
- 12 de octubre de 2016, París (Francia), AccorHotels Arena[2]
- 13 de octubre de 2016, Esch-sur-Alzette (Luxemburgo), Rockhal[2]

## Banda
- Guitarra eléctrica y dirección musical: Paolo Carta[12]
- Guitarra eléctrica y acústica: Nicola Oliva[12]
- Piano: Fabio Coppini[12]
- Teclados: Andrea Rongioletti[12]
- Bajo: Roberto Gallinelli[12]
- Batería: Carlos Hércules[12]
- Percusión: Ernesto López[12]
- Cuerdas: Giuseppe Tortora, Adriana Ester Gallo, Mario Gentili, Marcello Iaconetti[12]
- Coros: Roberta Granà, Mónica Hill, Gianluigi Fazio, Ariane Diakitè, David Blank, Claudia D'Ulisse[12]
- Coreografía: Jonathan Redavid[12]